# HK Astana
HK Astana (ros. ХК Астана) – kazachski klub hokejowy z siedzibą w Astanie.
Drużyna występowała w lidze kazachskiej do sezonu 2019/2020.